# ما نينغ
ما نينغ (بالصينية: 马宁) هو حكم صيني، ولد في 14 يونيو 1979 في فوشين في الصين.